# Alofitai
Alofitai is het enige bewoonde dorp op het eiland Alofi in het Franse overzeese gebiedsdeel Wallis en Futuna. Het dorp telt 14 inwoners (2005) is gelegen aan de noordwestkust van het eiland, aan het Chenal Sain, dat Alofi van Futuna scheidt. Aan de overkant, twee kilometer verder, ligt het dorp Vele met de luchthaven van Futuna.
Naast de huizen van de bewoners staat langs het strand een lange rij huizen met strodaken, door zonnepanelen van elektriciteit voorzien, die onderdak bieden aan de eilanders van Futuna die wekelijks land komen bewerken op Alofi.

## Vervoer
Alofi heeft geen luchthaven en is dus enkel per boot te bereiken. Vanop de luchthaven van Futuna voert de Nieuw-Caledonische luchtvaartmaatschappij Aircalin normaliter lijnvluchten uit naar Wallis, dat op zijn beurt is verbonden met Fiji en Nieuw-Caledonië. 
Het is mogelijk een boot te huren in Vele. Een andere optie is meevaren met de Futunezen, die doorgaans rond zes uur 's ochtends naar Alofitai vertrekken.